# 南台影城
南台影城，原稱南台戲院，為臺灣臺南市的一家首輪電影院，現今仍為臺南主要的電影業者，共有7間標準影廳。
南台影城位於臺南市中西區友愛街，於1970年7月16日開幕，由時任臺南市市長林錫山與董事長李天雲主持開幕典禮。李天雲另兼任南都戲院、金都戲院、台南音樂廳等娛樂事業董事長。放映影片以西部片為主，與聯美等公司訂立合約，放映首輪影片。開幕的第一場為桃樂絲·黛主演的《大團圓》。

## 外部連結
- 南台影城 （页面存档备份，存于）
- 南台影城的Facebook專頁